# Raj Kapoor
Raj Kapoor (hindi, devánagari: राज कपूर, urdu: راج کپور, Rāj Kapūr; Peshawar, 14 de diciembre de 1924 - Nueva Delhi, 2 de junio de 1988) fue un actor, cantante, director y productor indio, que trabajó en el cine hindi. Es considerado uno de los actores y cineastas más grandes e influyentes de la historia del cine indio, y ha sido referido como el mejor showman y como el Charlie Chaplin del cine indio.
Nacido en Peshawar como el hijo mayor de Prithviraj Kapoor de la familia Kapoor, Raj Kapoor protagonizó y produjo muchas películas por las que recibió múltiples galardones, incluidos tres Premios Nacionales de Cine y 11 Premios Filmfare en India. Se inspiró en Charlie Chaplin e interpretó personajes basados en El vagabundo en películas como Awaara (1951) y Shree 420 (1955).  Su actuación en Awaara fue clasificada como una de las "Diez mejores actuaciones de todos los tiempos en el cine mundial" por la revista Time en 2005.  Sus películas Awaara (1951) y Boot Polish (1954) compitieron por el premio Palma de Oro en el Festival de Cine de Cannes en las ediciones de 1951 y 1955 respectivamente.
Sus películas fueron éxitos comerciales globales en partes de Asia, Oriente Medio, el Caribe, África y el bloque soviético. El Gobierno de la India lo honró con el Padma Bhushan en 1971 por sus contribuciones a las artes. El premio más importante de la India en cine, el Premio Dadasaheb Phalke, le fue otorgado en 1988 por el Gobierno de la India.

## Trayectoria
Raj Kapoor comenzó como asistente de Kidar Sharma y en 1935, con siete años, apareció por primera vez en películas con Inquilab. Su mayor éxito le vino después con Neel Kamal (1947) de Kidar Sharma. En 1948, con 24 años, estableció su propio estudio, R. K. Films, convirtiéndose en el director-productor más joven de su generación. Su primera película como productor Aag (El fuego) fue una de las muchas que hizo con la actriz Nargis, con quien se le relacionó sentimentalmente. Al año siguiente con ella y Dilip Kumar protagonizó Andaz de Mehboob Khan, la película más taquillera de su época.
Su carrera como actor-productor-director siguió de 1949 a 1985, con películas como Barsaat (El Monzón) (1949), Awaara (internacionalmente conocida con el título The Vagabond,) (1951), Shri 420 (Señora 420) (1955), Chori Chori (A hurtadillas) (1956) o la película musical romántica Sangam (Confluencia) (1964). Awaara era una alegoría del buen humor que reinó en la India después de la independencia y en la que interpreta a un vagabundo que, a pesar de la adversidad, siempre se mantiene alegre. La mayoría de los personajes de las películas de Raj Kapoor son héroes ingenuos y simples, manipulados por una sociedad cruel y corrupta. Fue con las películas Andaaz, dirigida por Mehboob Khan, y Barsaat, que dirigió y protagonizó, cuando alcanzó el estatus de estrella indiscutible. Kapoor era un apasionado de la música, y eligió a la cantante Lata Mangeshkar para interpretar las canciones de Barsaat, que alcanzaron un éxito considerable y la llevaron también al rango de estrella.
Las canciones de sus películas, siempre muy entrañables, cosecharon un éxito considerable, no sólo en la India, sino también en determinados países de África, Oriente Medio y la antigua URSS, donde triunfaron sus películas. El éxito de sus películas se debió a menudo a una combinación sutil entre música y fotografía elaborada. No dudó en utilizar efectos de iluminación muy contrastados para acentuar los sentimientos interpretados por los actores.
Tras el fracaso en taquilla de Mera Naam Joker (Me llamo Joker), que le llevó más de seis años, produjo y coprotagonizó con su hijo mayor Randhir Kapoor Kal Aaj Aur Kal (1971). Más tarde, con su segundo hijo Rishi Kapoor hizo Bobby (1973) que no tuvo muy buena acogida pero fue el debut de la famosa actriz Dimple Kapadia. Bobby es una comedia romántica en la que jóvenes enamorados luchan contra la oposición de sus familias, un tema omnipresente en el cine indio actual. También abre el camino a un cine más sensual donde la sexualidad está siempre implícita, protagonizada por magníficas actrices filmadas en poses sugerentes. Dimple Kapadia vestía bikinis, algo bastante raro en películas indias. A finales de los años 1970 y en los 1980, Kapoor no actuó en muchas películas y se dedicó más a dirigir y producir películas centradas sobre todo en personajes femeninos como Satyam Shivam Sundaram (La verdad, el bien y la belleza) (1978), Prem Rog (La enfermedad del amor) (1982) o Ram Teri Ganga Maili (Ram, tu Ganga está contaminado) (1985).
Actuó por última vez en Vakil Babu (1982) con su hermano pequeño Shashi y en el telefilm británico Kim de 1984.
Raj Kapoor sufría un acusado asma en sus últimos años y murió con 63 años en 1988 por complicaciones relacionadas por esta patología. cuando rodaba su última película Henna que terminó su hijo Randhir Kapoor.

## Legado
Raj Kapoor era aclamado por público y crítica, quien lo comparaba como el "Charlie Chaplin del cine indio". Y sus películas no sólo fueron éxitos en India, sino también en África, Oriente Medio, la antigua Unión Soviética, China y el sudeste asiático.
Muchas de sus películas tenían un marcado tono patriótico: entre ellas Aag, Shri 420 o Jis Desh Men Ganga Behti Hai (En el país donde fluye el Ganges) celebraban la independencia de la India, y animaban a la gente a ser patriótica. En Shri 420, aparecía la siguiente canción:
Mera joota hai Japani
Ye pataloon Inglistani
Sar pe lal topi Roosi
Phir bhi dil hai Hindustani
Mis zapatos son japoneses
Estos pantalones, ingleses
El sombrero rojo de mi cabeza, ruso
Pero mi corazón sigue siendo indio.
Esta canción sigue siendo muy popular y se ha usado en otras películas y eventos.
Además de ser un gran cineasta, muchas de las canciones que encargó para sus películas, fueron grandes éxitos y encumbró a directores musicales como el dúo musical Shankar Jaikishan o al letrista Hasrat Jaipuri. También era famoso su estilo visual, empleaba llamativas composiciones visuales, elaborados platós e iluminaciones dramáticas para ambientar las escenas con la música. Gracias a él, actores y actrices como Nimmi, Dimple Kapadia o Mandakini, o sus hijos Rishi y Rajiv, consiguieron triunfar.

## Vida personal
La familia Kapoor proviene de lo que es ahora Faisalabad (antes Lyallpur) en la provincia de Punjab de Pakistán. Raj Kapoor nació en Peshawar, en la provincia noroccidental de lo que es ahora Pakistán. Le pusieron Ranbirraj Kapoor al nacer y era el primogénito de cuatro hijos del actor Prithviraj Kapoor y su esposa Smt. Ramsarni (Rama) Devi, de soltera Mehra. Sus hermanos pequeños, Shammi Kapoor y Shashi Kapoor, también fueron actores; tenían una hermana llamada Urmila Sial. En 1946, con 22 años, Raj Kapoor tuvo un matrimonio concertado con Krishna Malhotra, de Jabalpur. Krishna era la hija del tío materno de su padre. Los hermanos de ella también era actores, Premnath y Rajindernath. El hijo mayor de Raj y Krishna nació al año siguiente de su matrimonio, y su segunda hija un año después, en 1948, el segundo hijo Rishi Kapoor en 1952, y su segunda hija Reema en 1956. Su hijo más pequeño, Rajiv Kapoor en 1962. Randhir Kapoor, Rishi Kapoor y Rajiv Kapoor han estado asociados a la industria cinematográfica india, Ritu Kapoor-Nanda, es una empresaria que ostenta el récord de vender 17000 pólizas en un solo día.
Raj Kapoor tuvo también un largo romance con la actriz Nargis Dutt en los años 1950, a pesar de ser un hombre casado, aunque ninguno de los dos lo admitió públicamente. La pareja protagonizó varias películas juntos como Awaara y Shri 420. Como Raj no quería dejar a su esposa e hijos, Nargis terminó su relación después de Chori Chori y se casó con el actor Sunil Dutt, de quien se enamoró durante el rodaje de Madre India (1957). En 2017, su segundo hijo, Rishi, confirmó la aventura de su padre en su autobiografía Khullam Khulla.
Sus nietas Karisma Kapoor y Kareena Kapoor, hijas de Randhir Kapoor y su mujer Babita, son también famosas actrices.

## Asociaciones con otros artistas

### Con el dúo Shankar Jaikishan
Kapoor colaboró con el dúo musical  Shankar Jaikishan en 18 películas:
| - Barsaat (1949) | - Aah (película) (1953) - Awaara (1951) - Boot Polish (1954) - Shree 420 (1955) - Chori Chori (1956) - Anari (1959) - Kanhaiya (1959) - Main Nashe Men Hoon (Estoy intoxicado) (1959) | - Jis Desh Men Ganga Behti Hai (El país en el que fluye el Ganges) (1960) - Aashiq (1962) - Ek Dil Sao Afsane (1963) - Sangam (1964) - Teesri Kasam (1966) - Around the World (1967) | - Diwana (1967) - Sapnon Ka Saudagar (El comerciante de sueños) (1968) - Mera Naam Joker (Mi nombre es Joker) (1970) - Kal Aaj Aur Kal (Ayer, hoy y mañana) (1971) |

### Con Nargis Dutt
La actriz Nargis Dutt y Kappor trabajaron juntos en 16 películas, siendo 6 de ellas producidas por Kapoor:

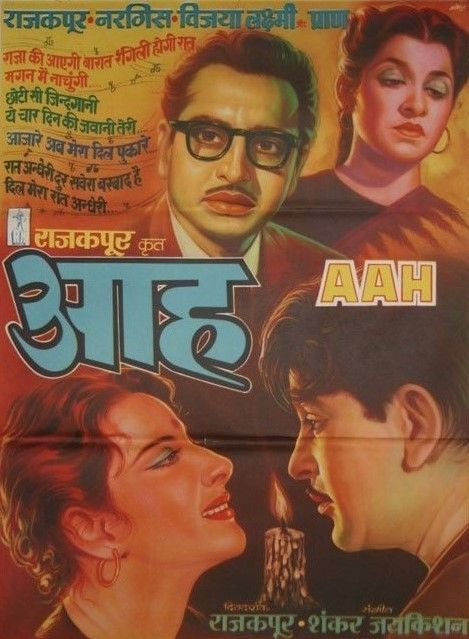
Póster de la película Aah.

| - Aag (1948) - Andaz (1949) - Barsaat (1949) - Pyaar (1950) - Jan Pahchan (1950) - Awaara (1951) - Amber (1952) - Anhonee (1952) - Ashiana (1952) - Bewafa (1952) | - Aah (película) (1953) | - Paapi (1953) - Dhoon (1953) - Shree 420 (1955) - Chori Chori (1956) - Jagte Raho (1956) |

### Con Mukesh y Manna Dey
Mukesh fue la voz cantante casi exclusiva de Raj Kapoor en casi todas sus películas. Además, cuando Mukesh murió, Raj dijo: Main ne apni aawaaz ko kho diya... (He perdido la voz...). Sin embargo, Manna Dey también cantó muchas canciones notables y de gran éxito para Raj Kapoor, por ejemplo en Shree 420 y Chori Chori.

## Premios, honores y reconocimientos

### Premios Filmfare
Los Premios Filmfare son premios anuales del cine, considerados como los Premios Óscar de Bollywood.
Raj Kapoor Kumar estuvo nominado 16 veces:
- 1985 - Ganador mejor película por Ram Teri Ganga Maili.
- 1985 -  Ganador mejor director por Ram Teri Ganga Maili.
- 1982 -  Ganador mejor director por Prem Rog.
- 1980 – Nominado a mejor actor de reparto por Abdullah.
- 1978 – Nominado a mejor director por Satyam Shivam Sundaram.
- 1973 – Nominado a mejor director  Bobby.
- 1973 – Nominado a mejor película por  Bobby.
- 1971 - Ganador mejor director por Mera Naam Joker.
- 1971 – Nominado a mejor película por Mera Naam Joker.
- 1964 – Nominado a mejor actor por Sangam.
- 1964 - Ganador mejor director por Sangam.
- 1964 – Nominado a mejor película por  Sangam.
- 1961 - Ganador mejor actor por Jis Desh Mein Ganga Behti Hai.
- 1959 -  Ganador mejor actor por Anari.
- 1958 - Nominado a mejor actor por Phir Subhah Hogi.
- 1956 – Nominado a mejor actor por Jagte Raho (Manténgase alerta).

### Honores y reconocimientos nacionales
- "Premio Nacional" de cinematografía por sus contribuciones al cine indio.
- 1971, Padma Bhushan, el tercer premio cívico más importante de la India, concedido por el gobierno hindú.[31]
- 1987, Dadasaheb Phalke Award, premio cinematográfico hindú más importante.[31]
- 2001, Mejor director del Milenio "Best Director of the Millennium" de Hero Honda-Stardust.[32]
- 2002, "Showman of the Millennium" de Star Screen Awards.[33]

### Honores y reconocimientos internacionales
- Nominado en 1953 al Grand Prix del Festival de Cannes por Awaara
- 1955, le concedieron un premio honorífico en Teherán.[34]
- Una versión abreviada de la película Jagte Raho (Manténgase alerta) en la cual el era actor y era también productor ganó el Gran Premio del Globo de Cristal en el Festival Internacional de Cine de Karlovy Vary en Checoslovaquia en 1957.[35] En la cuarta edición de los National Film Awards (Premios Nacionales de Cine), la película ganó el Certificado de Mérito.[36]
- Un Festival de Cine Raj Kapoor se llevó a cabo en su 75 aniversario en el centro cultural de Rusia el 17 de enero de 2000.[37]
- En la 55 edición del Festival de Cannes del 16 al 26 de mayo de 2002, hubo una retrospectiva a Raj Kapoor como homenaje. [38][39]
- De febrero a abril de 2004, el Centro Georges Pompidou de París dedicó un festival a varias grandes personalidades del cine indio: Raj Kapoor, Guru Dutt, Mehboob Khan, Bimal Roy y V. Shantaram.[38]

### Reconocimientos nacionales
En 2001 el servicio postal de la India, India Post, emitió un sello sobre Raaj Kapoor.

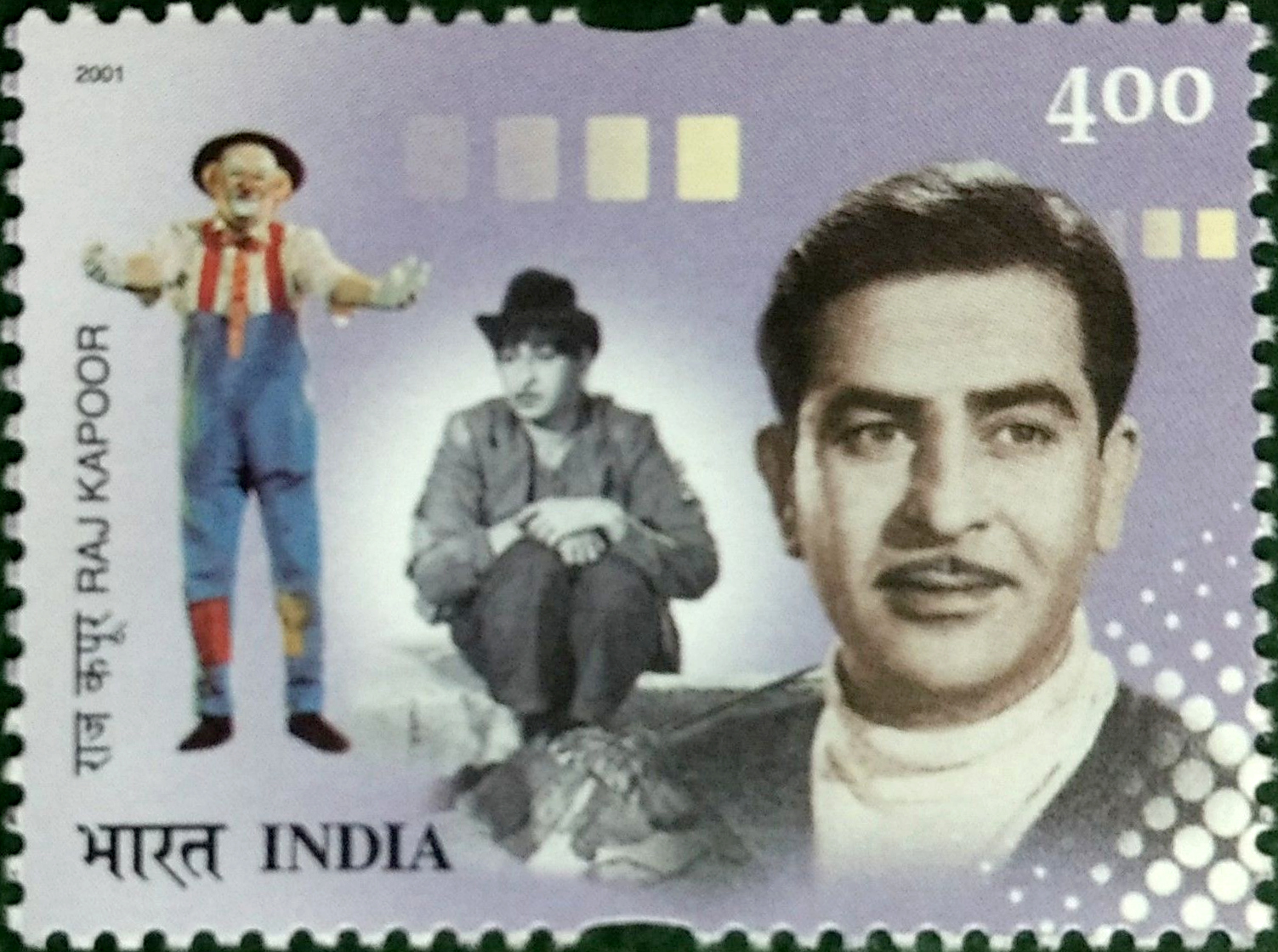
Sello emitido por el servicio Postal de la India sobre Raj Kapoor en 2001.

## Filmografía seleccionada

### Actor
- Kim (1984)
- Vakil Babu (1982)
- Abdullah (1980)
- Dharam Karam  (1975) – también productor
- Mera Naam Joker (1970)
- Teesri Kasam (1966)
- Sangam (1964)
- Jis Desh Men Ganga Behti Hai (1960)
- Chhalia (1960)
- Main Nashe Men Hoon (1959)
- Chori Chori (1956)
- Jagte Raho (1956)
- Shree 420 (1955)
- Aah (1953)
- Awaara (1951)
- Pyaar (1950)
- Sargam (1950)
- Andaz (1949)
- Barsaat (1949)
- Aag (1948)
- Aag Ka Sola (1940)
- Kal Aaj Aur Kal (?)
- Gopi Chand Jasoos (?)
- Around The World in 8 Dollars (?)
- Do Jasoos (1975)

### Director
- Ram Teri Ganga Maili (1985)
- Prem Rog (1982)
- Satyam Shivam Sundaram (1978)
- Bobby (1973)
- Mera Naam Joker (1970)
- Sangam (film) (1964)
- Shree 420 (1955)
- Awaara (1951)
- Barsaat (1949)
- Aag (1948)